# Vlag van Marseille

Vlag van Marseille

De vlag van Marseille bestaat uit een rechthoekig wit doek met een lichtblauw kruis. De gebruikelijke verhouding is 2:3. Het is een vlag voor civiel gebruik, aangezien alleen de Franse nationale vlag wordt gehesen in het stadhuis en in de gebouwen. Op de boten is hij te zien in de secundaire mast die bedoeld is voor de beleefdheidsvlag.
De middeleeuwse vlag van de stad bestond al uit een witte banier met een lichtblauw kruis. De bijzonderheid was dat het ouder was dan het wapen. Het kruis werd overgenomen als symbool van de kruistochten, omdat in die tijd (11e-13e eeuw) in de inschepingshavens met als bestemming het Heilige Land, vlaggen met kruizen werden gehesen als kenmerkend teken van de veilige havens.
De eerste gedocumenteerde verwijzing naar de kleuren van Marseille dateert uit 1254. Het gaat om statuten van de stad die het gebruik ervan voorschreven: "de vexillo cum cruce communis Massilie portando in navibus et de alio vexillo". In 1257 werd in de overeenkomst die de stad tekende met Karel I van Napels, bepaald dat "zij te land en ter zee, in hun schepen, galeien en andere inrichtingen, de vlag van hun gemeente op de gebruikelijke wijze zullen blijven tonen en dat alleen de vlag van de heer graaf op de meest eervolle plaats zal worden gehesen".
In de 19e en 20e eeuw werd de vlag gebruikt door de in Marseille gevestigde Fabre Line als rederijvlag.